# ヒゲナシヨタカ属
ヒゲナシヨタカ属（ひげなしよたかぞく、学名 Eurostopodus）は、鳥類ヨタカ目ヨタカ科の1属である。

## 系統と分類
ヒナゲシヨタカ属は、ヨタカ科の中で最初に分岐した基底群である。従来ヒゲナシヨタカ属に含められていたミミヨタカ類2種は別系統であり、ミミヨタカ属 Lyncornis に分離された。
|  | ヒゲナシヨタカ属 Eurostopodus                                               |
|  |                                                                             |
|  | \| \| ミミヨタカ属 Lyncornis \| \| \| \| \| \| その他のヨタカ科 \| \| \| \| |
|  |                                                                             |
|  | ミミヨタカ属 Lyncornis                                                      |
|  |                                                                             |
|  | その他のヨタカ科                                                            |
|  |                                                                             |

|  | ミミヨタカ属 Lyncornis |
|  |                        |
|  | その他のヨタカ科       |
|  |                        |

ただし、他のヨタカ科とは別系統だとする説もある（この説でのヒゲナシヨタカ属の位置づけは不明）。
分類上は、ヨタカ科の中で（ミミヨタカ類と共に）ヒゲナシヨタカ亜科 Eurostopodinae を構成する説や、ヨタカ科から分離してヒゲナシヨタカ科 Eurostopodidae とする説がある。
Sibley分類では（ミミヨタカ類と共に）ヨタカ小目（広義のヨタカ科に相当）ヒゲナシヨタカ科とされ、ヨタカ科（狭義）の姉妹群とされていた。

## 種
国際鳥類学会議 (IOC) によると5種が属す。ただし参考として、ミミヨタカ属2種も打ち消し線付きで記す。
- Eurostopodus argus, Spotted Eared Nightjar, ヒゲナシヨタカ
- Eurostopodus mystacalis, White-throated Eared Nightjar, オオヒゲナシヨタカ
- Eurostopodus diabolicus, Satanic Eared Nightjar, セレベスヒゲナシヨタカ
- Eurostopodus papuensis, Papuan Eared Nightjar, パプアヒゲナシヨタカ
- Eurostopodus archboldi, Mountain Eared Nightjar, ミヤマヒゲナシヨタカ
- Lyncornis temminckii, Malaysian Eared Nightjar, ミミヨタカ
- Lyncornis macrotis, Great Eared Nightjar, オオミミヨタカ